# Felicia de Zeeuw
Felicia de Zeeuw (Pijnacker, 19 januari 2006) is een Nederlands-Indonesisch voetbalspeelster. Ze speelt als middenvelder voor ADO Den Haag in de Vrouwen Eredivisie en het Indonesisch voetbalelftal.

## Carrière
De Zeeuw begon met voetballen in haar geboorteplaats Pijnacker bij DSVP. Al op jonge leeftijd ging ze naar de jeugdopleiding van ADO Den Haag. Op 12 februari 2025 maakte De Zeeuw in een thuiswedstrijd tegen FC Twente haar debuut in de Vrouwen Eredivisie door in de 85ste minuut in te vallen voor Lauren Glotzbach.

## Statistieken
| Seizoen | Club         | Competitie | Competitie | Competitie | Beker | Beker | Overig | Overig | Totaal | Totaal |
| Seizoen | Club         | Competitie | Wed.       | Dlp.       | Wed.  | Dlp.  | Wed.   | Dlp.   | Wed.   | Dlp.   |
| ------- | ------------ | ---------- | ---------- | ---------- | ----- | ----- | ------ | ------ | ------ | ------ |
| 2024/25 | ADO Den Haag | Eredivisie | 1          | 0          | 0     | 0     | 0      | 0      | 1      | 0      |
| Totaal  | Totaal       | Totaal     | 1          | 0          | 0     | 0     | 0      | 0      | 1      | 0      |

Bijgewerkt t/m 1 april 2025.

## Interlandcarrière
De Zeeuw werd in februari 2025 voor het eerst opgeroepen voor Indonesië -20 voor een trainingstage in Japan.
De Zeeuw maakte haar debuut voor het Indonesië op 29 juni 2025 in een wedstrijd tegen Kirgizië.